# Pharoideae
Sous-famille
Tribu
Les Pharoideae sont une sous-famille de plantes monocotylédones de la famille des Poaceae et de l'ordre des Poales.
Cette sous-famille ne compte qu'une seule tribu, les Phareae (sous-famille monotypique).

## Liste des tribus, genres et espèces
Selon NCBI (14 juin 2016) :
- tribu Phareae
  - genre Leptaspis
    - Leptaspis banksii
    - Leptaspis cochleata
    - Leptaspis zeylanica

  - genre Pharus
    - Pharus lappulaceus
    - Pharus latifolius
    - Pharus mezii
    - Pharus parvifolius
    - Pharus virescens